# Kyoko Togawa
Kyoko Togawa (n. 13 august 1964, Shinjuku, Japonia – d. 18 iulie 2002), a fost o actriță și o cântăreață japoneză. A debutat ca actriță, atunci când avea doar cinci ani în filmul "Ai to Makoto". De asemenea, ea a fost un model pentru revistă de modă CUTiE și cântăreață pentru o perioadă scurtă de timp, cu lansarea ei primul single "Kanashimi wa Real Sugite" în 1984. În 1993, ea s-a căsătorit cu bateristul trupei "Ziggy", Ooyama Masanori, dar el a divortat la scurt timp. S-a sinucis prin spânzurare, la 37 de ani, pe 18 iulie 2002.

## Profil
- Nume: Kyoko Togawa
- Data nașterii: 13 august 1964
- Data decesului: 18 iulie 2002 (37 de ani)
- Locul nașterii: Shinjuku, Tokyo, Japonia
- Familie: Jun Togawa (sora cea veche)

## Discografie

### Albume
- Sekinin Tokyo
- Namida
- O'can
- B.G.

### Cântece
- Kanashimi wa Real Sugite
- 19+5
- LISA
- Daisei no Suki na Sports

## Filmografie

### Seriale TV
- Ultraman A
- Denjin Zaboga
- Seinyobo
- Mr. High Collar
- Asobi Nioi Deyo!
- Imagine
- Dotchi ga Dotchi!

### Filme
- Ai to Makoto
- Africa no Tori
- Goodbye Mama

## Vezi și
- Jun Togawa
- Ziggy
- Ooyama Masanori
- CUTiE